# ギオルギ・ベガゼ
ギオルギ・ベガゼ（グルジア語: გიორგი ბეგაძე、グルジア語ラテン翻字: Giorgi Begadze、1986年3月4日 – ）は、ラグビー・ヨーロッパ・スーパーカップ、ブラックライオンに所属するラグビーユニオン選手。

## 概要
主たるポジションはスクラムハーフ。RCコチェビ・ボルニシ所属。ジョージア代表への選出経験があり、2015年ラグビーワールドカップに出場した。